# Henrik B
Gustav Henrik Berntsson, med artistnamnen Henrik B och Locktown, född 28 december 1977 i Örebro, är en svensk techno, houseproducent och DJ.
Berntsson har ett eget skivbolag, Illgorhythm Recordings, där han ger ut sin musik.
Berntsson har studerat elektroteknik vid Chalmers.[källa behövs]
Berntsson var tidigare medlem av dj-gruppen Swedish House Mafia, som bestod av medlemmarna Steve Angello, Sebastian Ingrosso och Axwell. En annan medlem var Eric Prydz, som också hoppade av gruppen, liksom Berntsson gjorde.

## Diskografi i urval
- 1998 - Henrik B - Bullet In The Bed (Corb)
- 1999 - Henrik B - Entroducing (Illgorhytm Recordings)
- 2001 - Henrik B - Recollections (Drumcode)
- 2003 - Henrik B - Kryoniks (Truesoul)
- 2005 - Henrik B - The Wound (Illgorhytm Recordings)
- 2006 - Henrik B - Airwalk (Pryda Friends)
- 2006 - Locktown / Alexandra Prince - Alive (Nero)
- 2007 - Henrik B - Soul Heaven (Nero)
- 2008 - Henrik B - Klyftamon (12) (Joia Records)
- 2009 - Henrik B - Billingen (Nero)
- 2010 - Adrian Lux - Teenage Crime (Axwell & Henrik B Re-Mode) (Axtone Records)
- 2011 - Henrik B ft. Christian Älvestam - Now and Forever (Musical Freedom)
- 2011 - Henrik B - Acid Rocker The Mansion Recordings
- 2012 - Henrik B ft. Rudy - Leave A Light On
- 2013 - Henrik B, Niklas Gustavsson, Peter Johansson - Echoes